# Säljakt
- Övre vänster: Flåning av sälar på isflak, 1800-tal.
- Övre höger: Förenklad avbildning av äldre säljakt med spjut.
- Undre vänster: Avbildning av äldre säljakt med bössa och småbåt såsom det ännu utförs i modern tid i östersjön.
- Undre höger: Grönländska inuitjägare med sälbyte, runt 1900.

Säljakt är jakt på sälar för eget bruk eller i kommersiellt syfte. Säljakt sker numera i fem länder, Kanada med det avsevärt största antalet dödade individer, Namibia, Grönland, Island och Ryssland. Säljakt förekommer även i Finland, Norge och Sverige för att förebygga skador för fisket och fiskodlingen. 

## Syfte
Sälar jagas för sin päls, sitt kött och sitt späck. Späcket har ofta använts som lampolja, som smörjmedel, matolja, tran, som beståndsdel av tvål, som flytande bas för rödfärg (ockra) samt för bearbetning av material som läder och jute.

## Sälklubbning

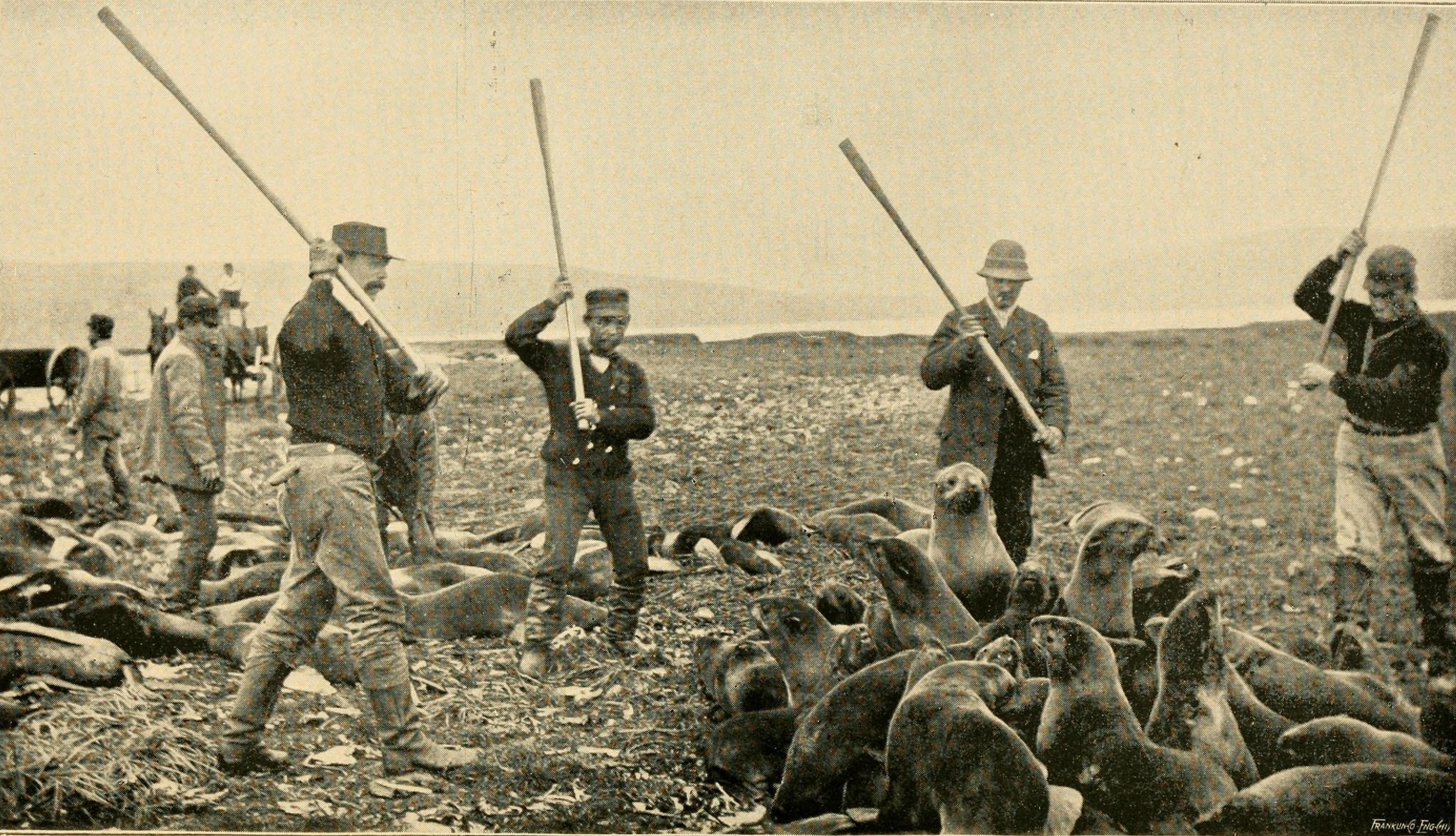
Sälklubbning i Alaska, USA, 1890-tal.

Historiskt, men även i modern tid, bedrivs säljakt med hjälp av särskilda jaktklubbor, så kallade sälklubbor, eller särskilda kläppar (fiskeredskap bestående av ett skaft med en krok längst ut) som kallas ”hakepik” (norska: hakapik), i princip en lång käpp med en spikhammare längst ut.
Sälar är långsamma på land, varför sälklubbning inte kräver att djuren skadeskjuts först, utan jägarna omringar en hop sälar och klubbar ihjäl de organiserat. Tekniken går ut på att träffa djuret hårt och kraftigt i huvudet så skallen krossas eller i nacken så djuret ”nackas”.

## Pälsjakt
Den sälpäls som är åtråvärd är kutarnas (sälungarnas) vita päls från när dem är nyfödda. För att inte skada pälsen har ofta sälklubbning använts, där modern jagas iväg medan hennes unge blir ihjälklubbad, men även skjutvapen förekommer.
Denna form av pälsjakt är mycket kontroversiellt eftersom det är just nyfödda sälkutar som jagas och då för deras päls skull. Den resulterar varje år i en betydande mediabevakning och protester från djurrättsaktivister. Bilder från tidigare jakter har blivit ikoniska symboler som enligt motståndarna strider mot djurskydds- och bevarandetanken. I Ryssland förbjöds jakt på grönlandssälar yngre än 1 år i Vita havet från och med 2009. Även jakten i Kanada har förändrats. Numera är jakt på nyfödda grönlandssälar (så kallade whitecoats) och klappmyts (bluebacks) olaglig. Först efter första pälsbytet som sker 12 till 14 dagar efter födelsen får de jagas kommersiellt.

## Skadeskjutning
En svensk undersökning av säljakt visade att det sker skadeskjutningar. Det stora antalet obärgade sälar försvårar bedömningen av skottets effekt. Det är viktigt att bärga säl likt eftersök för att undvika onödigt lidande. Studien visar bristande rapportering av påskjutna sälar till Naturvårdsverket, vilket komplicerar bedömningen av djurvälfärden vid säljakt.

## Säljakt i Norden
I Norden har säljakt bedrivits sedan mannaminne. Då säl simmar snabbt och kan dyka i flera minuter utan att komma upp till ytan för att andas behöver de jagas när de vilar på land. Det bedrivs i modern tid vanligtvis som smygjakt från båt, kust eller is med kulgevär, varvid man kryper inom håll för säl som ligger uppe på land eller is och så vidare.

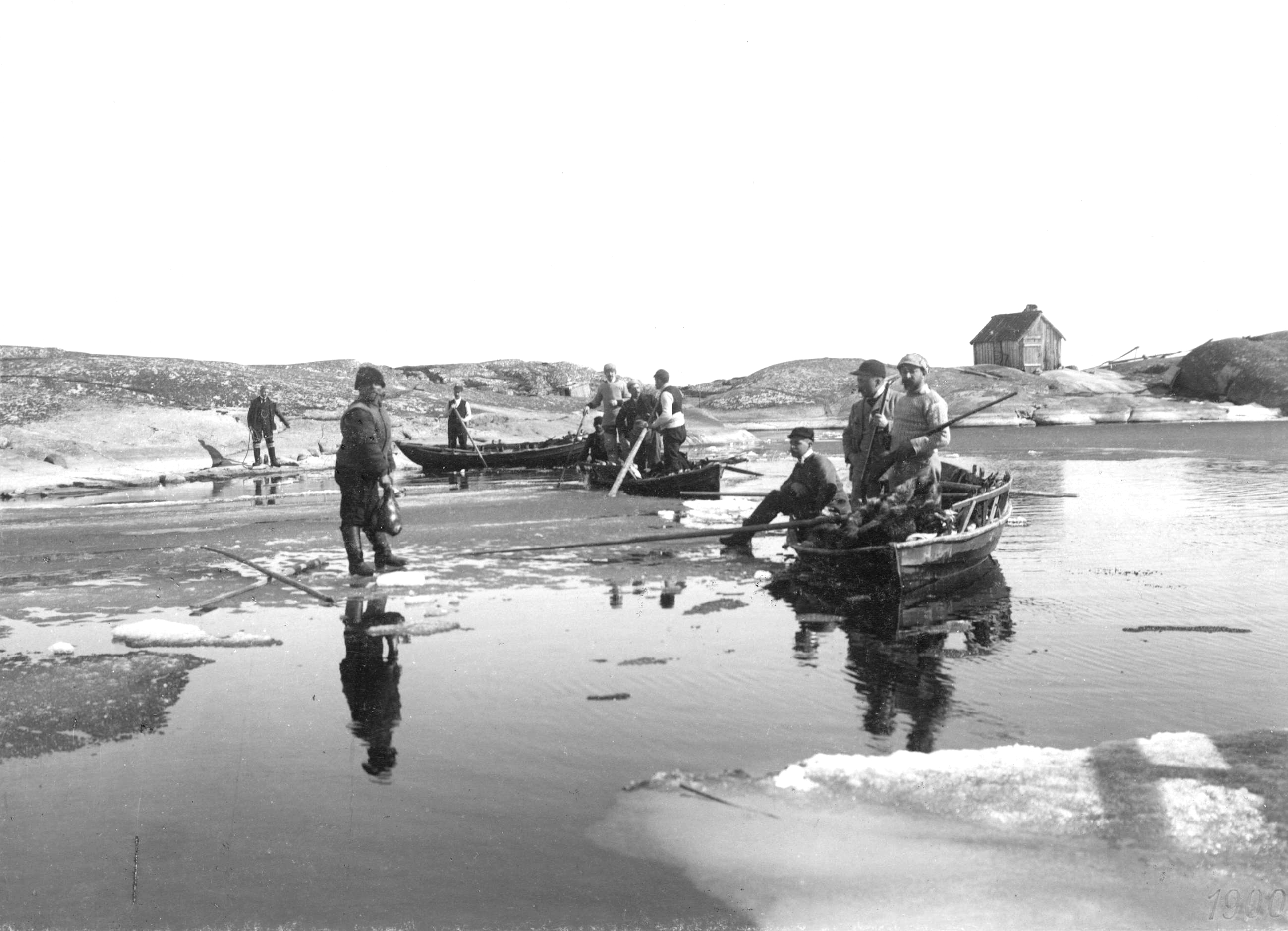
Säljakt i Stockholms skärgård, Stora Nassa, cirka 1900.
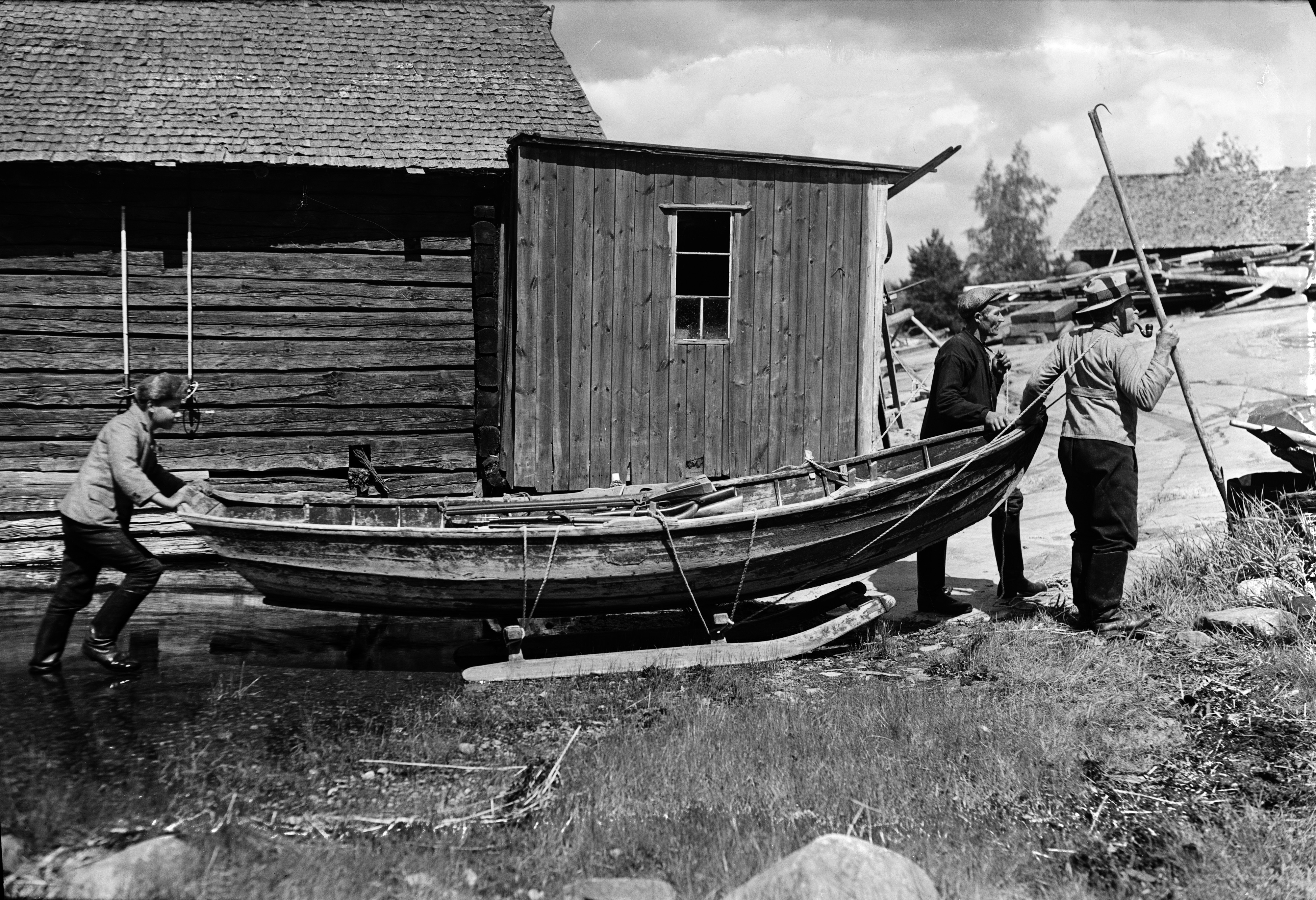
Säleka ("saelisöka") på drög, Andö, Finland, 1934. Notera sälbössorna.
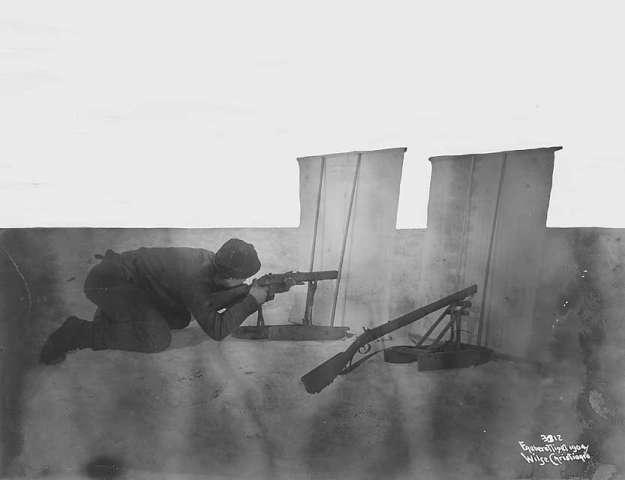
Säljakt på is, Norge, 1904.

### Sälklubbning i Sverige
I Östgötaskärgården var förr säljakt ett viktigt näringsfång. Vissa skär, så kallade sälbådar, var där hemvist för stora mängder säl. Jakten utfördes med särskilda sälklubbor kallade knop. Vid lämplig väderlek smög sig jägarna på de sovande djuren och knopade (klubbade) ihjäl de.

### Modern säljakt i Sverige
I Sverige har Naturvårdsverket tillsammans med Havs- och vattenmyndigheten ansvar för sälförvaltningen. Naturvårdsverket ansvarar för delarna som rör jakt. På deras hemsida står (granskad: 8 april 2025):
| ” | Naturvårdsverket kan fatta beslut om licensjakt på gråsäl och knubbsäl samt skyddsjakt på samtliga tre sälarter. Jakttiderna är satta för att ge så goda förutsättningar som möjligt för jakten samtidigt som hänsyn tas till sälarnas behov av ro under kutningstiden och vid deras pälsbyte då de även inventeras. Vid inventering kan vissa områden under en period vara undantagna från jakttiden. ... Den som ska jaga säl måste före jakten kontrollera hur många sälar som finns kvar på respektive kvot. Jakten ska avbrytas när kvoten är fylld. Fällda och påskjutna sälar ska rapporteras till Naturvårdsverket och bärgas när det är möjligt. Samtliga villkor som gäller vid jakt på säl som exempelvis jakttid, tillåtna områden, tilldelning, provtagning, jakt från båt, jaktmedel med mera, framgår av respektive beslut. | „ |
| – ”Jakt på säl”. Naturvårdsverket. naturvardsverket.se. https://www.naturvardsverket.se/amnesomraden/jakt-och-vilt/jakt-pa-sal/. Läst 22 april 2025. | |   |